# Irradiazione degli alimenti
L'irraggiamento o irradiazione degli alimenti (indicata anche come radurizzazione o radioconservazione) è una tecnologia di conservazione e stabilizzazione basata sull'esposizione di derrate alimentari a dosi controllate di radiazioni ionizzanti ad alta energia (raggi gamma, raggi X o fasci di elettroni), per migliorarne la qualità di conservazione ed il livello igienico.

## Storia

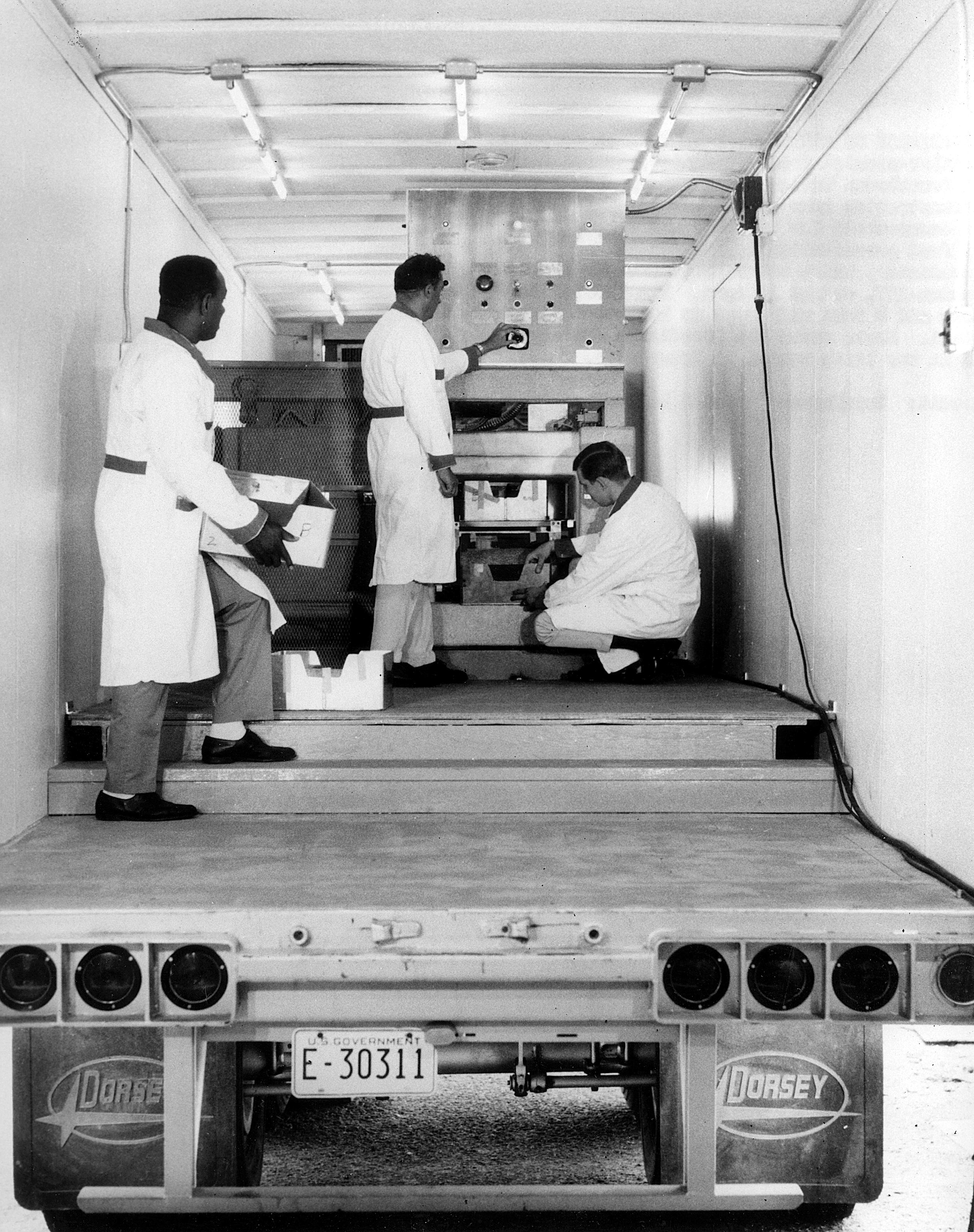
un camion equipaggiato con un impianto di irraggiamento per cibi completato nel 1967 al Brookhaven National Laboratory

L'uso di radiazioni ionizzanti per sterilizzare non è una pratica esclusivamente alimentare ed è impiegabile anche per la sterilizzazione di oggetti e ambienti. I primi studi risalgono al 1920. L'irraggiamento è stato fra le ultime tecniche industriali ideate per la conservazione degli alimenti dopo fumigazione, disidratazione, pastorizzazione, sterilizzazione, refrigerazione, congelamento e l'uso di additivi chimici.
Nel 1943 negli Stati Uniti l'irradiazione venne impiegata come tecnica di sterilizzazione per la prima volta sugli hamburger per esigenze militari. Le ricerche nel campo furono portate avanti per molti anni dall'Army Quartermaster Corp, settore logistico dell'esercito, in collaborazione principalmente con il Dipartimento dell'Agricoltura. Il programma si spostò in ambito civile all'inizio degli anni Sessanta.
La tecnica si diffuse anche in Europa, dove tuttavia l'opinione pubblica si mostrò spesso scettica in merito. Il primo uso commerciale avvenne nel 1957 in Germania Occidentale, mentre il primo paese europeo ad adottare la radurizzazione su scala estesa come tecnica di conservazione degli alimenti sono stati i Paesi Bassi.

## Impiego
L'irradiazione dei cibi è utilizzata per:
1. inibire gli enzimi degradativi e le spore che causano il deterioramento degli alimenti, aumentando la durata d'immagazzinamento del cibo;
2. inattivare il materiale genetico delle cellule batteriche e di altri microrganismi patogeni e parassiti presenti, uccidendoli o inibendone la riproduzione. Questo diminuisce la carica microbica e conseguentemente sia la probabilità di contaminazione con specie aliene dell'ambiente dei paesi in cui il cibo viene esportato[7] sia quella di zoonosi[8], intossicazioni e tossinfezioni, soprattutto per carne, prodotti ittici[7] e pollame;
3. sterilizzare il cibo stesso, ritardando il deterioramento organolettico, la maturazione e la germinazione[9] di bulbi, tuberi e altre radici commestibili e permettendone l'estensione del periodo di commercializzazione e l'esportazione a lunghe distanze;
4. eliminare l'utilizzo di alcune sostanze chimiche artificiali come i pesticidi o gli erbicidi banditi in quanto possibili agenti cancerogeni.

L'irraggiamento non può, indipendentemente dalla dose impiegata, uccidere tutte le spore, né rendere inattive le specie virali presenti, non conduce all'eliminazione delle tossine già sprigionatesi e infine non può prevenire successive contaminazioni degli alimenti.

## Tecnologia
Gli alimenti da irraggiare sono posti su un nastro trasportatore e fatti passare sotto un fascio di radiazioni (raggi gamma) sprigionate da sorgente radioattiva, come il cobalto-60 o più raramente il cesio-137, o da un generatore di elettroni. Visto il basso livello energetico delle radiazioni in gioco, il processo induce un aumento trascurabile della temperature e non causa alcuna reazione nucleare negli alimenti, che non divengono quindi a loro volta radioattivi. Negli impianti le placche di Cobalto-60 sono conservate protette da spesse pareti di calcestruzzo, sotto metri di acqua, da cui vengono fatte uscire solo al momento dell'utilizzazione.
La radiazione danneggia il materiale genetico degli organismi con cui entra in contatto uccidendoli o impedendone la riproduzione mediante danneggiamento degli organi sessuali, dei tessuti embrionali o, nel caso di tuberi o frutti, dei tessuti germinali.
Il processo modifica allo stesso tempo anche le proprietà chimico-fisiche degli alimenti e ha quindi alcune analogie con la cottura o coi processi di pastorizzazione in cui il calore, e non la radiazione, porta alla rottura di specifici legami chimici. A differenza di questi processi cambia il tempo impiegato, che è molto più breve nel caso dell'irraggiamento, e il costo del processo,  le specie chimiche che si formano e le specie patogene o contaminanti che possono essere ridotte: alcuni microrganismi supererebbero comunque la pastorizzazione, mentre alcuni virus sono resistenti alla radiazioni pur avendo bassa termoresistenza. L'irradiazione altera il sapore, le proprietà organolettiche e la consistenza degli alimenti molto meno dei processi termici.
La dose da impiegare è stabilita in funzione dell'effetto desiderato; studi scientifici hanno mostrato come all'aumento della radiazione corrisponda l'abbassamento della curva cumulata di anidride carbonica, e quindi il calo dell'attività metabolica nei campioni. Per la sterilizzazione del cibo e l'eliminazione delle specie batteriche sono necessarie dosi alte, dosi minori servono per aumentare la durata della verdura e della frutta e per il controllo dei parassiti nella carne fresca, per i quali l'obiettivo è il danneggiamento degli organi sessuali ma non la morte. L'effetto di 10 kGy di energia ionizzante equivalente ad esempio a 10 ppm di fungicida.
Importante per valutare l'effettiva radiazione assorbita del materiale è lo sviluppo di appositi standard e dosimetri.

## Proprietà alimentari
Le prime analisi scientifiche non potevano impiegare tecniche analitiche capaci di inviduare con la dovuta sensibilità e discriminazione gli eventuali sottoprodotti del trattamento radiolitico nelle matrici alimentari.
Nel 1980, al termine di uno studio decennale, una commissione congiunta FAO/OMS/IAEA definì innocui gli alimenti trattati con radiazioni ionizzanti, una conclusione ripresa nel 1995 dall'OMS che dichiarò le tecniche di irraggiamento degli alimenti "sicure ed efficaci" quando eseguite correttamente. Sulla base di queste considerazioni è stato pubblicato nel 1984 il volume XV del Codex Alimentarius che ha suggerito di non usare radiazioni superiori a 10 kGy.
La sicurezza del processo si baserebbe sul fatto che i prodotti radiolitici sono al 90% composti chimici già presenti negli alimenti. Le autorità sanitarie di più di 50 paesi paesi hanno ritenuto non critico l'effetto sulla salute del consumatore umano della quota rimanente. Gli effetti del superamento della soglia dei 10 kGy sulle proprietà nutritive di alimenti complessi non sono ancora state indagate in dettaglio.
La composizione chimica di un cibo irradiato risulta comunque diversa da quella di un cibo trattato per via termica: Per esempio l'esposizione di campioni di latte vaccino a cottura tramite microonde ha rivelato che gli aminoacidi trans-idroxiprolina e l-prolina subiscono una trasformazione nei rispettivi isomeri cis-idroxiprolina e d-prolina; nei campioni dello stesso latte, processati con cotture tradizionali (ebollizione), non si è invece rivelato questo processo di isomerizzazione.
Un cibo irradiato può essere liberato dai batteri, ma non dalle tossine da essi prodotte. La sterilizzazione quasi totale tramite radiazioni intacca inoltre anche il contenuto di probiotici. Inoltre in funzione del dosaggio ricevuto i vegetali irradiati sono depauperati di molte vitamine, quali la C, la B1 e la B2, con evidente perdita del loro valore nutrizionale, che spesso non traspare al consumatore dall'apparenza del prodotto.

## Diffusione e quadro normativo
La diffusione dell'irradiazione in ambito alimentare è abbastanza frammentaria su scala mondiale: a partire dal 1989 almeno 40 legislazioni nazionali hanno approvato l'impiego di dosi controllate di radiazioni ionizzanti su alcuni alimenti, dati aggiornati al 2012 riportano almeno 55 paesi che hanno autorizzato il trattamento in alcuni ambiti.
Negli Stati Uniti la legislazione in materia è molto più permissiva che in Europa ed è legale usare l'irraggiamento per quasi tutti i prodotti alimentari. La FDA ha autorizzato l'uso di radiazioni fino a 10 kGy di spezie e erbe aromatiche nel 1983, mentre dal 1985 è stato approvato il trattamento della carne di maiale fino a 1 kGy per il controllo della Trichinella spiralis. L'industria della carne statunitense ne appoggia in generale l'impiego sulle principali categorie merceologiche di carne (manzo, maiale, agnello, pollame) per ridurre nelle catene di macellazione superveloci i rischi di contaminazione batterica derivanti da pratiche di allevamento non adeguate a livello igienico.
Nell'Unione Europea la materia è regolata dalle direttive 1999/CE/2 e 1999/CE/3 entrate progressivamente in vigore a partire dal 2000. In molti paesi (Regno Unito, Francia, Belgio, Paesi Bassi, Polonia e Repubblica Ceca) è consentito l'uso della tecnica su frutta e ortaggi, cereali, pollame prodotti ittici. In Italia già prima che la normativa venisse recepita ne era consentito l'uso per prevenire la germogliazione di patate e liliacee e per il trattamento di erbe e spezie aromatiche.
A livello industriale impianti di irraggiamento sono utilizzati nella preparazione di prodotti in sacchetto quali patatine e sementi. Sono ritenuti fondamentali in aree più isolate o arretrate dove non si può garantire la filiera del freddo per i prodotti ittici.

Il logo Radura, usato per indicare i cibi trattati con radiazioni ionizzanti.

La nuova norma internazionale ISO 14470:2011 intitolata Food irradiation - Requirements for the development, validation and routine control of the process of irradiation using ionizing radiation for the treatment of food specifica i requisiti per l'irraggiamento degli alimenti e fornisce le linee guida necessarie per assicurarne il raggiungimento di un accordo tecnico tra il cliente e chi esegue l'irraggiamento e la creazione di un sistema di documentazione a supporto dei controlli durante il procedimento.
Per informare il consumatore dell'avvenuto trattamento è previsto da molte normative l'obbligo di etichettatura sia sulle confezioni, sia sui documenti di accompagnamento dei prodotti alimentari sottoposti a irradiamento.

## Alternative
Secondo alcuni scienziati l'irradiazione andrebbe impiegata se giustificata da limiti inerenti al processo di produzione o come misura di decontaminazione, ma non dovrebbe in generale sostituire protocolli di igiene preventiva. Qualora l'impiego specifico o la combinazione di altri metodi di trattamento (pastorizzazione, refrigerazione, inscatolamento termico, sottovuoto) risultasse egualmente efficace allo scopo garantendo una migliore qualità nutrizionale, l'impiego di radiazioni andrebbe evitato.